# Epactoides paradoxus
Epactoides paradoxus là một loài bọ cánh cứng trong họ Bọ hung (Scarabaeidae).